# Docteur Dolittle 2
Pour les articles homonymes, voir Docteur Dolittle (homonymie).
Série Dr. Dolittle
Docteur Dolittle
(1998) Docteur Dolittle 3
(2006)
Pour plus de détails, voir Fiche technique et Distribution.
Docteur Dolittle 2 (Doctor Dolittle 2) est un film américain réalisé par Steve Carr, sorti en 2001 et inspiré du personnage créé par Hugh Lofting.
Il fait suite à Docteur Dolittle (1998) et précède Docteur Dolittle 3 (2006), Docteur Dolittle 4 (2007) et Docteur Dolittle 5 en (2009).

## Synopsis
John Dolittle est débordé car il s'occupe des humains autant que des animaux. Alors qu'il se prépare à prendre des vacances, les animaux ont encore besoin de lui pour sauver la forêt de l'abattage. John va alors essayer de réintroduire à la vie sauvage un ours ayant toujours vécu en captivité, ce qui ne va pas s'avérer aisé.

## Fiche technique
Sauf indication contraire, les informations mentionnées dans cette section peuvent être confirmées par les bases de données cinématographiques IMDb et Allociné,  présentes dans la section « Liens externes ».
- Titre original : Doctor Dolittle 2 (également graphié Dr Dolittle 2)
- Titre français et québécois : Docteur Dolittle 2 (également graphié Dr Dolittle 2)
- Réalisation : Steve Carr
- Scénario : Larry Levin, d'après les histoires du docteur Dolittle de Hugh Lofting
- Musique : David Newman
- Direction artistique : Melique Berger, Bruce Crone et Brad Ricker
- Décors : William Sandell
- Costumes : Ruth E. Carter
- Photographie : Daryn Okada
- Son : James Bolt, Paul Massey, Tim McColm, Donald Sylvester, Bill Talbott
- Montage : Craig Herring
- Production : John Davis et Joseph Singer
  - Production déléguée : Neil A. Machlis
  - Production associée : Aldric La'auli Porter
  - Coproduction : Michele Imperato et Heidi Santelli
- Sociétés de production : Davis Entertainment, Joseph M. Singer Entertainment et Film Cass Entertainment Group, présenté par Twentieth Century Fox
- Sociétés de distribution : Twentieth Century Fox (États-Unis) ; UGC Fox Distribution (France) ; Fox-Warner (Suisse)
- Budget : 70 millions de $[1]
- Pays de production :  États-Unis
- Langue originale : anglais
- Format : couleur (DeLuxe) – 35 mm – 2,39:1 (CinemaScope - Panavision) – son DTS / Dolby Digital
- Genre : comédie, fantastique
- Durée : 87 minutes
- Dates de sortie[2] :
  - États-Unis, Québec : 22 juin 2001[3]
  - Belgique : 18 juillet 2001[4]
  - Suisse romande : 25 juillet 2001[5]
  - France : 1er août 2001
- Classification :
  - États-Unis : des scènes peuvent heurter les enfants - accord parental souhaitable (PG - Parental Guidance Suggested)[N 1]
  - France : tous publics (conseillé à partir de 8 ans)[6],[7]
  - Belgique : tous publics (Alle Leeftijden)[4]
  - Suisse romande : interdit aux moins de 7 ans[8]
  - Québec : tous publics (G - General Rating)[3]

## Distribution
- Eddie Murphy (VF : Med Hondo ; VQ : François L'Écuyer) : Dr John Dolittle
- Kristen Wilson (VF : Micky Sébastian ; VQ : Élise Bertrand) : Lisa Dolittle
- Raven-Symoné (VF : Sylvie Jacob ; VQ : Camille Cyr-Desmarais) : Charisse Dolittle
- Kyla Pratt (VF : Jackie Berger) : Maya Dolittle
- Lil' Zane (VF : Christophe Peyroux ; VQ : Hugolin Chevrette-Landesque) : Eric
- Andy Richter (VF : Pierre Dourlens ; VQ : Olivier Visentin) : Eugene Wilson
- Kevin Pollak (VF : Jacques Bouanich ; VQ : Jean-Marie Moncelet) : Jack Riley
- Jeffrey Jones (VF : Jacques Frantz ; VQ : Yvon Thiboutot) : Joseph Potter
- Victor Raider-Wexler (VF : Benoît Allemane ; VQ : Yves Massicotte) : le juge B. Duff
- James Avery : Eldon
- Elayn Taylor : la femme d'Eldon
- Denise Dowse (en) : la secrétaire
- Steve Irwin (VF : Thierry Ragueneau ; VQ : Yves Corbeil) : lui-même
- Shaun Robinson (VF : Émilie Benoît) : la présentatrice télé
- Tommy Bush (en) (VF : Sylvain Lemarié) : le fermier laitier
- Lawrence Pressman (VF : William Sabatier) : le gouverneur de Californie (non crédité)
- Cherie Franklin :	Mrs. Parkus

et les voix de
| - Steve Zahn (VF : Gad Elmaleh ; VQ : Martin Watier) : Archie, l'ours - Norm MacDonald (VF : Michel Vigné ; VQ : Daniel Lesourd) : Lucky, le chien (non crédité) - Lisa Kudrow (VF : Stéphanie Lafforgue ; VQ : Isabelle Leyrolles) : Ava, l'ourse - Michael Rapaport (VF : Michel Mella ; VQ : Sébastien Dhavernas) : Joey, le raton-laveur - Jacob Vargas (VF : Daniel Lafourcade ; VQ : François Godin) : Pepito, le caméléon - Richard C. Sarafian (VF : Michel Fortin) : le dieu castor - Mike Epps (VF : Sylvain Lemarié ; VQ : Alain Zouvi) : Sonny, l'ours - Joey Lauren Adams (VF : Juliette Degenne) : l'écureuil - Jamie Kennedy (VF : Patrick Mancini) : Bandit, le chien en thérapie - David Cross : le 3e chien - Bob Odenkirk : le 4e chien - John Leguizamo (VF : Christophe Lemoine) : le 1er rat (non crédité) | - Reni Santoni (VF : Patrick Mancini) : le 2e rat - Kevin Pollak (VF : Alain Dorval) : l'alligator - Cedric the Entertainer (VF : Antoine Tomé) : l'ours du zoo 1 - John Witherspoon : l'ours du zoo 2 - David DeLuise : le 1er poisson - Hal Sparks : le 2e poisson - Michael McKean : le 1er oiseau - David L. Lander : le 2e oiseau - Andy Dick (VF : Joël Zaffarano) : Lennie, la fouine - Georgia Engel : la girafe - Frankie Muniz : l'ourson - Mandy Moore : l'oursonne - (VF : Sylvain Lemarié) : le rat en grève - (VF : Patrick Mancini) : le cheval de course en grève - Arnold Schwarzenegger (VF : Sylvain Lemarié) : le loup blanc (non crédité) |

## Distinctions
Sauf indication contraire, les informations mentionnées dans cette section peuvent être confirmées par la base de données cinématographiques IMDb,  présente dans la section « Liens externes ».

### Récompenses
2001
- Environmental Media Awards : EMA Award du meilleur long métrage

2002
- BMI Film and TV Awards : Prix BMI de la meilleure musique de film pour David Newman
- Genesis Awards : Genesis Award du meilleur long métrage

### Nominations
2002
- BET Awards : meilleur acteur pour Eddie Murphy
- Kids' Choice Awards :
  - Film préféré
  - Acteur de cinéma préféré pour Eddie Murphy
  - Actrice de cinéma préférée pour Raven-Symoné
- NAACP Image Awards :
  - Meilleure jeune actrice pour Kyla Pratt
  - Meilleure jeune actrice pour Raven-Symoné

## Éditions en vidéo
En France, le film Docteur Dolittle 2 est sorti en DVD le 10 avril 2002. Le film est également sorti en VOD le 1er août 2014.

## Commentaires
- Plusieurs références culturelles et populaires sont disséminées dans le film, notamment :
  - Le personnage du « parrain Don Castorleone » (God Beaver en VO) ainsi que sa bande organisée d'animaux aux airs de mafiosi sont une parodie explicite des personnages de l’œuvre Le Parrain (The Godfather en VO). La musique d'ambiance qui les met en scène renvoie explicitement à celle de l'adaptation cinématographique de Francis Ford Coppola.
  - Pour faire son entrée auprès des animaux de la forêt, l'ours Archie effectue un numéro de dîner‑spectacle en dansant et chantant sur l'interprétation la plus célèbre de Gloria Gaynor, I Will Survive.
  - En découvrant Archie avec les autres animaux de la forêt, un corbeau dépité s'envole de sa branche en citant le poème homonyme d'Edgar Allan Poe, s'exclamant « Jamais plus » (« Nevermore » en VO).
  - Lorsque l'ours tente de pêcher des poissons, ceux-ci lui rétorquent « WASSUP?! » et Archie leur répond de même : cette plaisanterie populaire fut répandue par le film Scary Movie.
  - À la fourrière, en voyant passer Archie mal à l'aise, un sanglier depuis sa cellule lui dit d'un ton suave « Bonjour, Clarice », à l'instar du tueur cannibale Hannibal Lecter dans Le Silence des agneaux. Des sangliers ont une place importante dans l'histoire de sa suite Hannibal, dont l'adaptation est sortie la même année que le film.
  - Le célèbre montage-séquence de l'entraînement de Rocky Balboa dans Rocky 3 : L'Œil du tigre y est parodiée quand Doc entraîne Archie. Cette allusion au film de Sylvester Stallone renvoie également au précédent film, qui y faisait explicitement référence.
  - En plein blocus des engins de déforestation, le loup blanc alpha doublé en VO par Arnold Schwarzenegger, prononce l'une des plus célèbres répliques cultes associées à son interprète, « Hasta la vista, baby » (du film Terminator 2 : Le Jugement dernier).
  - Le personnage interprété par Jeffrey Jones, au téléphone (et au détour d'une scène comique) mentionne la souris homonyme de Stuart Little, dont l'acteur a participé à l'adaptation filmique.
- En panneau textuel avant les crédits de fin, le réalisateur dédie le film à une certaine « Ellie » (« for Ellie ») : sa propre mère (révélé dans les commentaires audio du DVD).